# NGC 1347-2
NGC 1347-2 (другие обозначения — ESO 548-27, MCG −4-9-17, VV 23, ARP 39, AM 0327-222, PGC 816443) — спиральная галактика в созвездии Эридана. Является компаньоном галактики NGC 1347-1, удалена от Млечного Пути на расстояние в 80 миллионов световых лет.
Галактика образует пару с NGC 1347 и является её спутником. Галактики соединены светящимся «мостом», при этом наиболее яркие области свечения H II внутри NGC 1347 находятся со стороны NGC 1347-2.
Этот объект не входит в число перечисленных в оригинальной редакции «Нового общего каталога» и был добавлен позднее.
Пара взаимодействующих галактик NGC 1347-1 и NGC 1347-2 входит в состав группы галактик NGC 1395. В группу входят несколько десятков галактик, в том числе NGC 1315, NGC 1325, NGC 1331, NGC 1332, NGC 1347, NGC 1353, NGC 1371, NGC 1367, NGC 1377, NGC 1385, NGC 1395, NGC 1401, NGC 1414, NGC 1415, NGC 1422, NGC 1426, NGC 1438, NGC 1439, IC 1952, IC 1953, IC 1962.